# Partition de la Corée

La péninsule coréenne divisée d’abord le long du nord, puis le long de la ligne de démarcation.

Détail de la zone coréenne démilitarisée.

La partition de la Corée en Corée du Sud et Corée du Nord est la conséquence du protectorat instauré en 1945 en Corée par les États-Unis et l'Union soviétique, après que la victoire de ces nations alliées, lors de la Seconde Guerre mondiale, contre l'empire du Japon, a mis un terme à la colonisation japonaise de la Corée.
Après la défaite nippone, les accords de Potsdam forcent le Japon à renoncer à ses colonies, laissant la Corée sans autorité stable. Les autorités japonaises demandent alors qu’un gouvernement soit établi pour assurer la sécurité des personnes et des biens après la fin de l’occupation japonaise. Sous la direction de Lyuh Woon-Hyung, le nouveau Comité pour la préparation de l'indépendance de la Corée (en anglais : Committee for the Preparation of Korean Independence, ou CPKI) organise alors des comités populaires dans tout le pays pour coordonner la transition vers l’indépendance. Le 28 août 1945, le CPKI annonce qu’il fonctionnera en tant que gouvernement national temporaire de la Corée. Enfin, le 12 septembre 1945, des militants du CPKI se réunissent à Séoul et créent la république populaire de Corée (en anglais : People's Republic of Korea, ou PRK) .
Le 10 août 1945, deux colonels de l'US Marines, le colonel Charles « Tic » Bonesteel et le colonel Dean Rusk sont chargés de définir la future ligne de démarcation que Truman proposera à Staline. D'après les deux officiers, la décision de placer la ligne de partage sur le 38e parallèle a été prise en moins de 30 minutes à l'aide d'une carte du National Geographic. La position de Séoul est un des facteurs qui auraient motivé ce choix.
De 1945 à 1948, les Américains occupent le pays au sud du 38e parallèle, tandis que les Soviétiques occupent la partie nord.
Dans le sud, après l’arrivée des Américains en septembre 1945, le gouvernement militaire de l’armée américaine en Corée contrôle la péninsule au sud du 38e parallèle. Le lieutenant-général John R. Hodge, gouverneur militaire, refuse alors de reconnaître la PRK et ses comités populaires, et l'interdit le 12 décembre 1945. Il déclarera plus tard, « l’une de nos missions était de briser ce gouvernement communiste »,. Dans le nord, les Soviétiques collaborent avec les  comités populaires et les réorganisent en partie sous la contrainte, ceux-ci finissent par intégrer le Comité populaire par intérim le 8 février 1946, celui-ci étant désormais dominé par des communistes:p.60.
À cause du début de la guerre froide entre ces deux superpuissances, la commission mixte américano-soviétique échoue à négocier un accord permettant la création d'un État coréen indépendant unique. Les Nations unies organisent alors des élections préliminaires à la formation d'un gouvernement national, mais l'Union soviétique s'oppose à ce scrutin, considérant que les Nations unies ne pouvaient pas garantir un scrutin libre. Ces élections sont alors boycottées dans la partie nord et par certaines personnalités politiques du sud (dont Kim Koo et Kim Kyu-sik) et ne sont finalement organisées que dans la partie sud dans un contexte de violence et d'intimidation, aboutissant alors à la proclamation de la république de Corée le 15 août 1948, et entraînant ensuite par contrecoup celle, dans le nord, de la république populaire démocratique de Corée le 9 septembre 1948.
Chacun de ces deux gouvernements revendique la souveraineté sur l'ensemble de la péninsule coréenne avec le soutien respectif des États-Unis et de l'Union soviétique. La guerre de Corée éclate le 25 juin 1950 par l'invasion de troupes nord-coréennes dans la partie sud et aboutit le 27 juillet 1953 à la signature de l'armistice de Panmunjeom qui instaure la création d'une zone démilitarisée de quatre kilomètres de large de part et d'autre de l'ultime ligne de front.
À la fin du XXe siècle, après la fin de la guerre froide, les tensions entre les deux pays s'apaisent, permettant la signature, le 15 juin 2000, de la Déclaration conjointe Nord-Sud en faveur de la paix et d'un projet de réunification. Cependant, les désaccords sur les limites de leur frontière maritime commune et la légitimité du programme d'armement nucléaire nord-coréen n'ont pas cessé d'entretenir les tensions.